# Musée de Liverpool
Le musée de Liverpool, en anglais : Museum of Liverpool, est un musée sur l'histoire locale situé à Liverpool au Royaume-Uni. Créé en 2011, il remplace le Museum of Liverpool Life. La construction du nouveau bâtiment a couté 72 millions de livres.

## Galerie

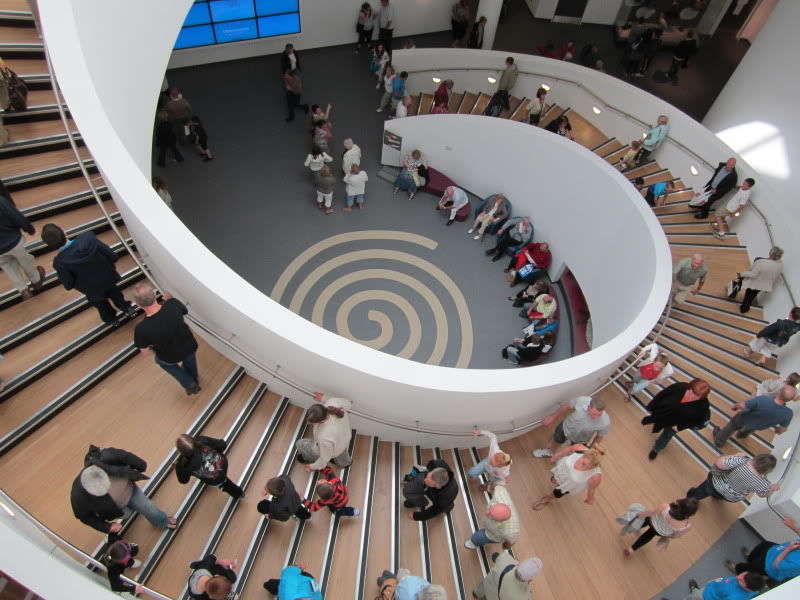
L'escalier en colimaçon situé au centre du musée
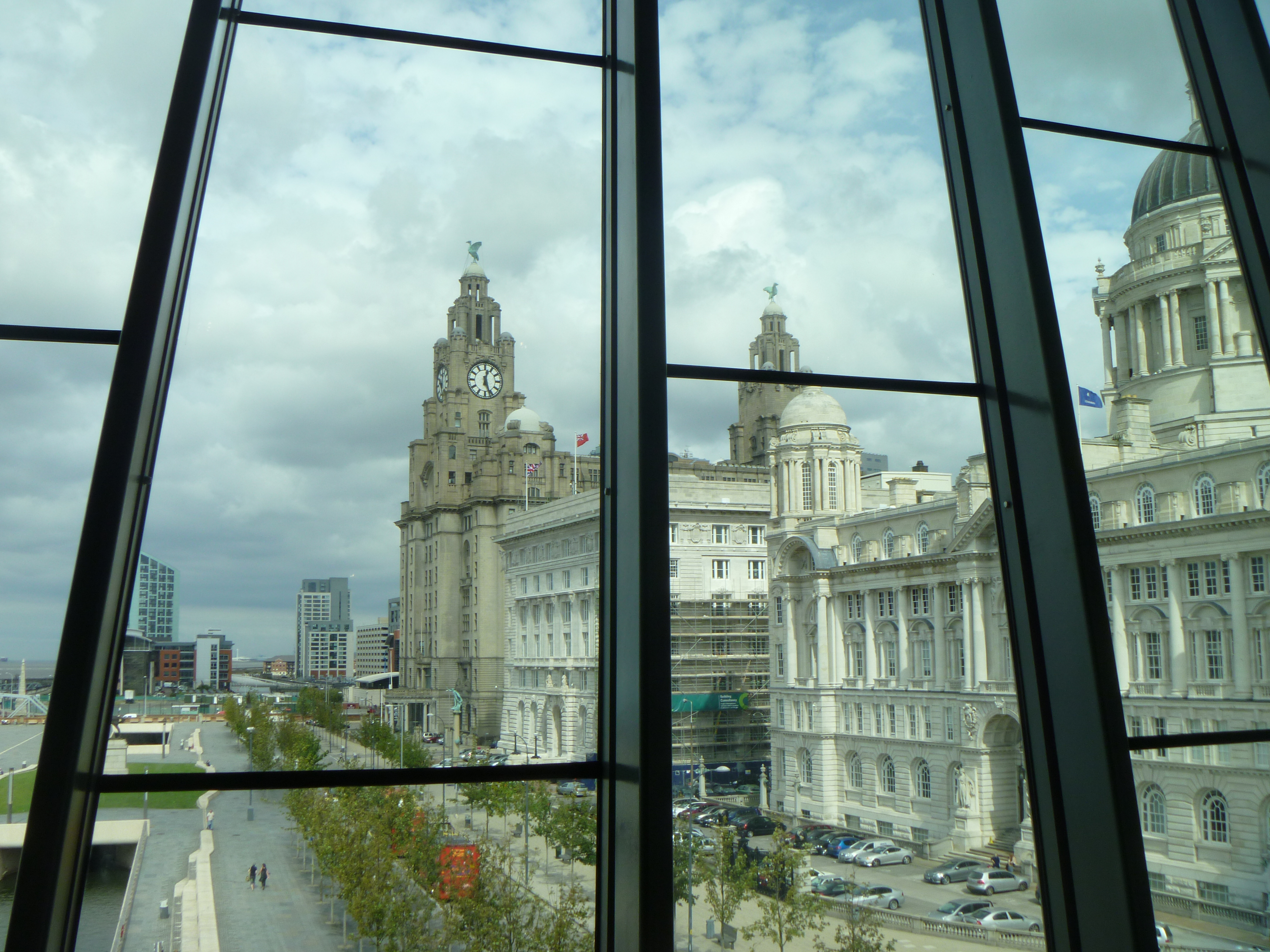
Vue de Pier Head depuis la galerie The People's Republic
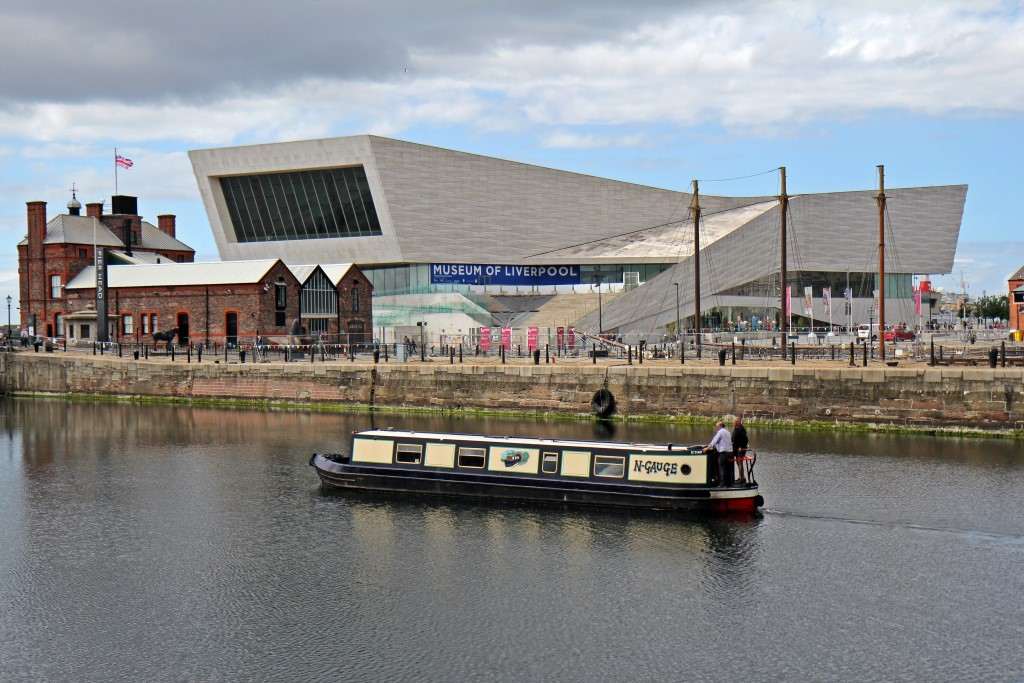
Canning Half-Tide Dock (quai à mi-marée)